# Чаир (дача)
Дача Чаир — утраченный особняк (имение) в парке Чаир в Гаспре, построенный в 1902—1903 году архитектором Н. П. Красновым для великого князя Николая Николаевича (младшего). Известно, как имение Великой княгини Анастасии, супруги Николая Николаевича. в послевоенное время перестроен и использовался, как Госдача № 7 для высших руководителей СССР.

## Предыстория
В 1820-х годах, после вынужденного отъезда из столицы, княгиня Анна Голицына становится владелицей приморской части Кореиза, имения площадью 43 десятины. Анна Сергеевна возводит усадебный дом, затем была построена первая со времени турецкого завоевания в 1475 году церковь на Южном берегу, множество хозяйственных построек и, единственная сохранившаяся постройка — винный подвал, сооружённый Карлом Эшлиманом (памятник архитектуры регионального значения), были посажены сад и виноградник, который к концу 1820-х годов насчитывал 30 тысяч кустов европейских сортов. По одной версии Анна Сергеевна, женив свою воспитанницу на управляющем имением Мейере, выделила молодой семье пустующие земли у Ай-Тодора (будущее Барбо-Кристо), которые обещала завещать после своей смерти. Мейер, на собственные сбережения, через несколько лет превратил пустырь в «превосходное имение». Княгиня же, изменив своё решение, продало земли Воронцову за 100000 рублей. По другой версии, через некоторое время после смерти Голицыной в 1838 году, имение Барбо-Кристо (точное название на момент покупки, как и дата пока не установлены) приобрёл князь Сергей Иванович Мещерский, с 1826 года женатый на Александре Борисовне Мещерской (1798—1876), дочери Бориса Андреевича Голицына. На 1889 год, как сообщается в «Практическом путеводителе по Крыму» Анны Москвич, имение Барбо-Кристо принадлежало Семёну Михайловичу Воронцову — точнее, его вдове, поскольку князь умер в 1882 году и в том же году Титушкин, совместно с Иваном Токмаковым выкупают Барбо-Кристо у вдовы Воронцова.

## Усадьба Чаир
По одной версии. когда Титушкин и Токмакова начали распродавать имение по частям, «Чаир» был продан некоему Яблотову, уже у которого, в 1898 году, черногорская принцесса Анастасия Николаевна приобрела первые 1,5 десятины своего будущего имения (в 1902 году двумя частями были куплены ещё 2,5 десятины и площадь усадьбы в итоге составила 4 десятины — более 4 гектаров). По другой версии в 1902 году Великий Князь Николай Николаевич было приобрёл, рядом с имением Дюльбер своего брата Петра Николаевича, небольшой участок, назвал имение «Чаир» и подарил его своей супруге Великой Княгине Анастасии Николаевне. Тогда же, в 1902 году, ялтинскому архитектору Краснову заказали проект и постройку особняка и в 1902—1903 году здание в стиле неогрек с элементами модерна было закончено — это была вторая, после Дюльбера, крупная работа Краснова по заказу Романовых. В имении архитектор также спланировал и разбил парк, сделав акцент на посадки роз (около двух тысяч кустов), необыкновенное разнообразие которых принесло впоследствии славу парку — разводить цветы любила Анастасия Николаевна. В Чаире провели медовый месяц (точнее полтора весенних месяца) новобрачные Великий Князь Николай и Анастасия Черногорская.
Очень уютный дворец считался небольшим, насчитывал около 40 помещений, выделялся свободной компоновкой и формообразованием объёмов здания, характерных для модерна, гармонично сочетавшихся с декоративными элементами, заимствованными из зодчества Древней Эллады. Устройством парка занимался садовый архитектор Алексей Фокич Новичков, известный впоследствии селекционер, автор сорта «Роза Новичкова». С 1917 года, после Февральской революции, оставшийся не у дел бывший кавказский наместник Николай Николаевич вместе с супругой и её детьми от первого брака поселился в Чаире, откуда, в 1919 году, вместе с другими Романовыми, семья покинула Россию.

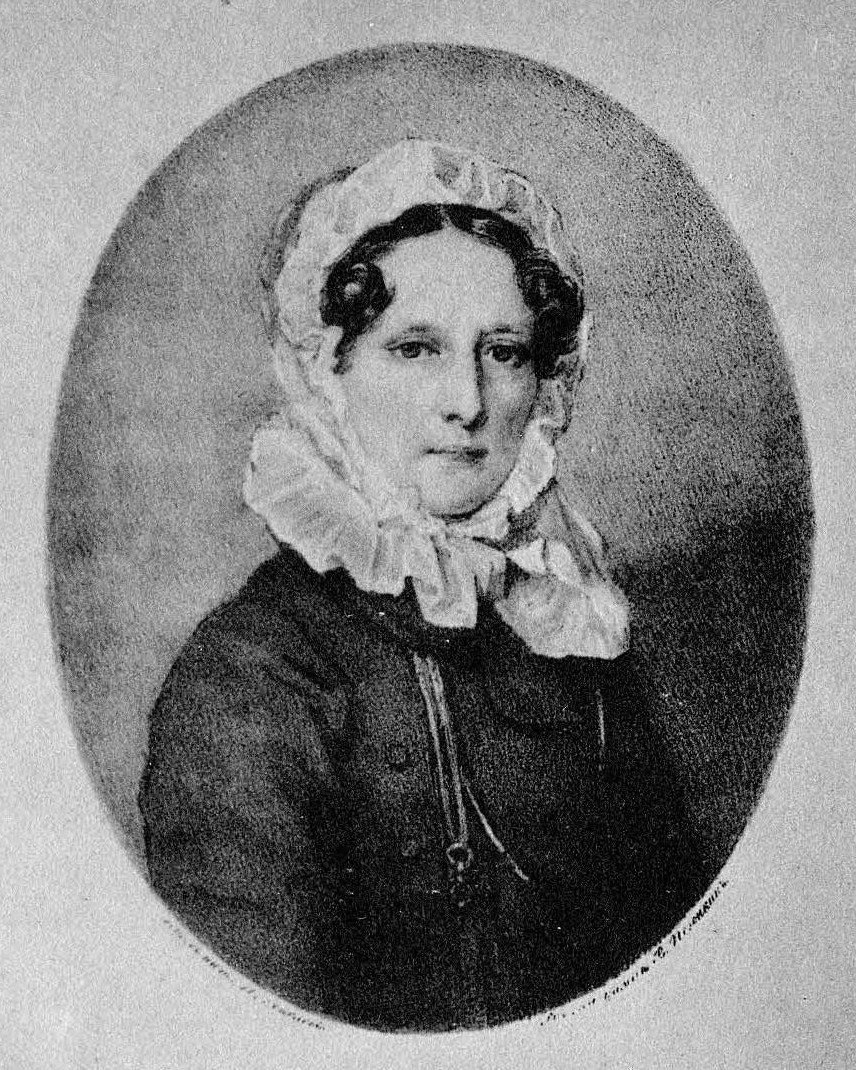
А. С.  Голицына, первая владелица имения.
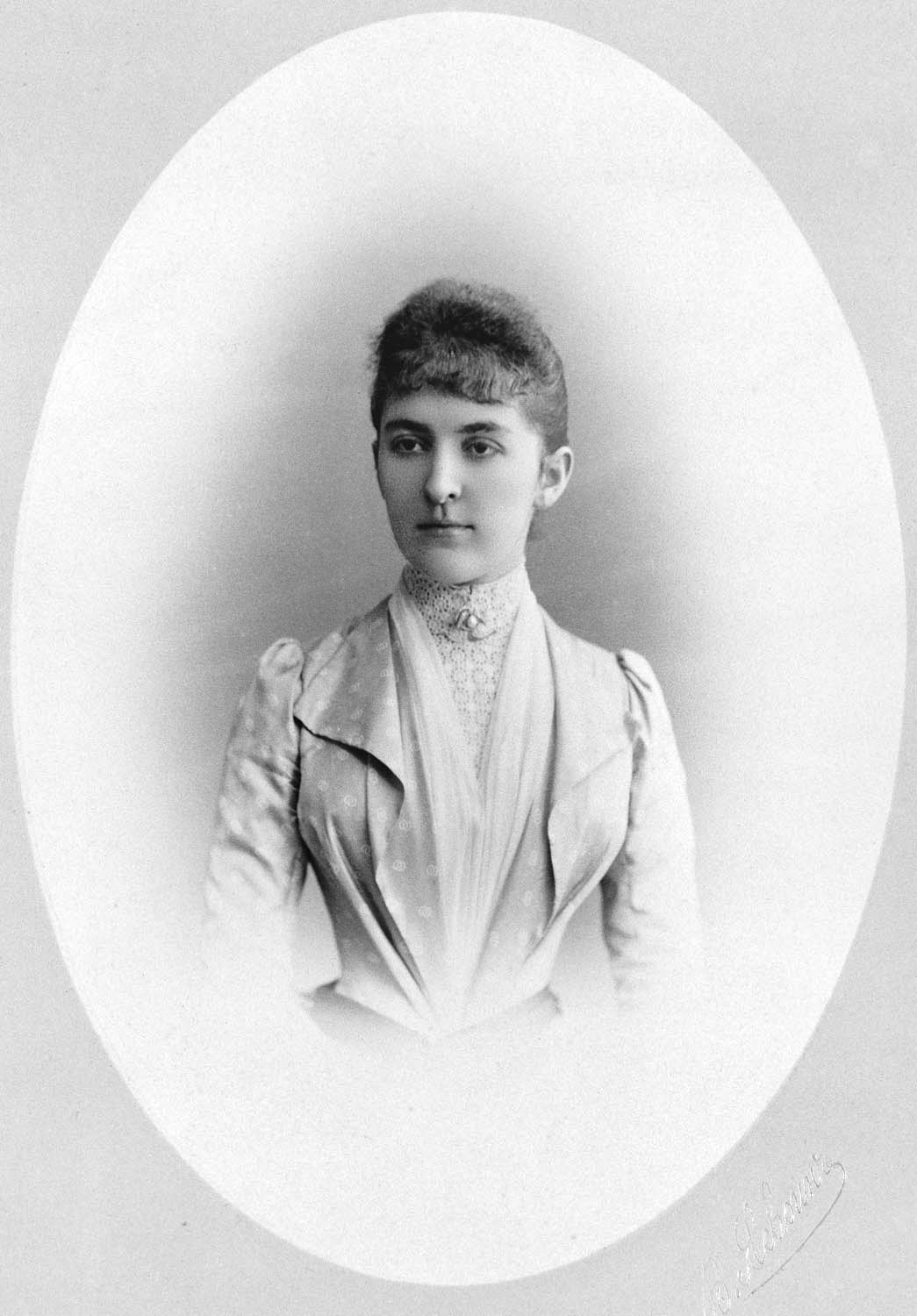
Анастасия Черногорская, 1889 г.
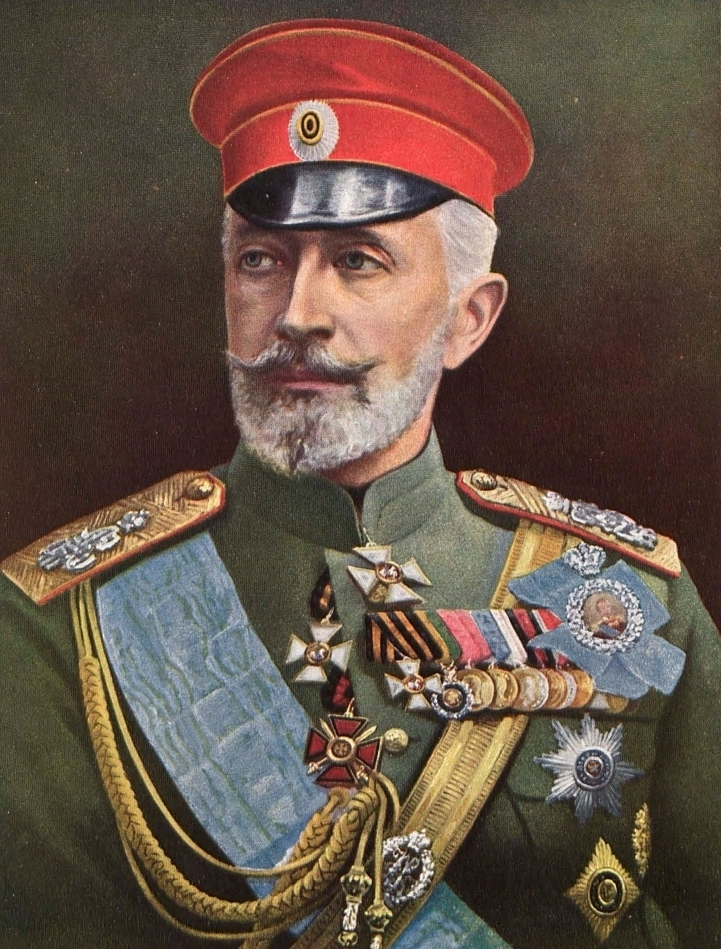
Великий Князь Николай Николаевич младший.
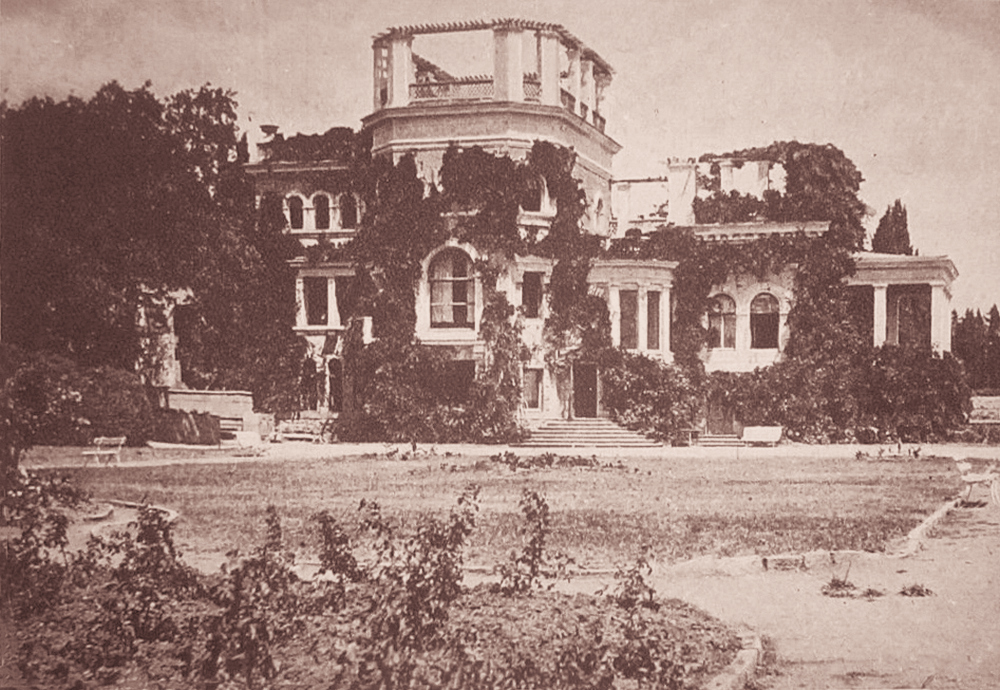
Бывшая дача Чаир, 1925 г.
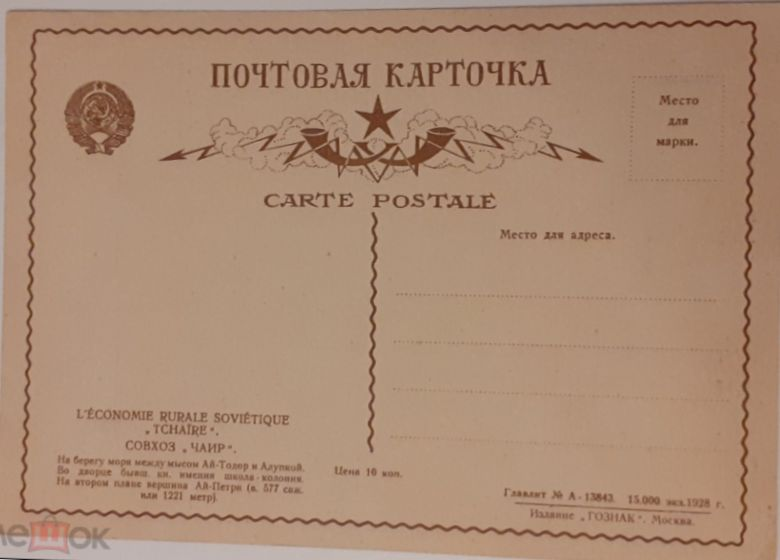
Оборотная сторона открытки «Совхоз Чаир», с надписью о школе-колонии.
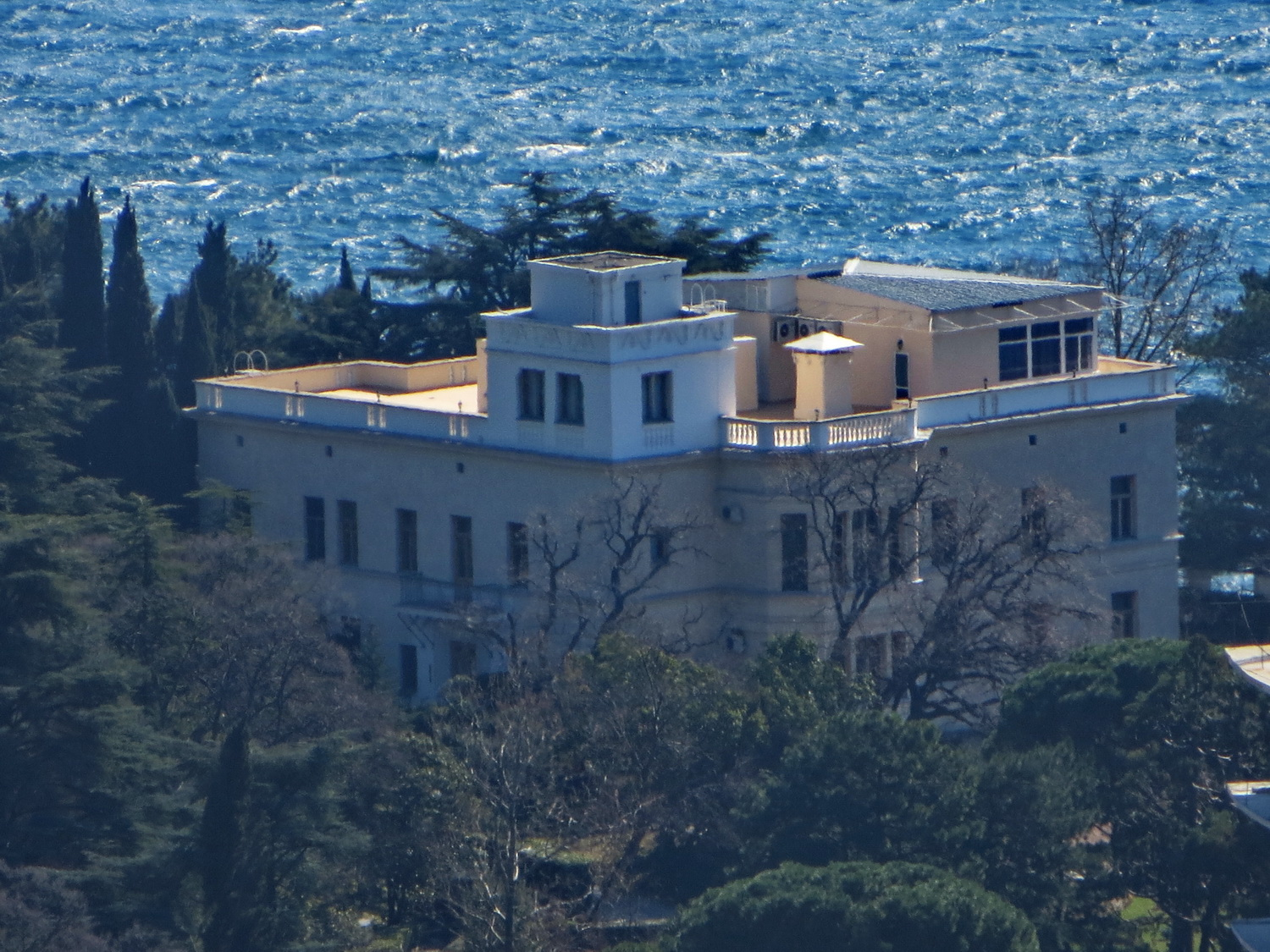
Госдача № 7, современное здание.

## После революции
16 декабря 1920 года приказом председателя Революционного комитета Крыма были изъяты «из частного владения как разных ведомств, так и частных лиц все имения Южного берега Крыма в районе от Судака до Севастополя включительно». Судя по тексту на открытках Гознака середины — конца 1920-х годов, парк Чаир был преобразован совхоз «Чаир», а в осбняке Николая Николаевича размещалась школа-колония. По другим данным в первые советские годы здесь разместили санаторий, в котором в разные годы отдыхали врач Н. А. Семашко, М. В. Фрунзе, Владимир Маяковский и Лиля Брик. Павел Арский написал здесь стихотворение «В парке Чаир», ставшее, после переложения в 1939 году на музыку Константином Листовым, известным романсом. Совхоз «Чаир» продолжал специализироваться на разведении роз, но также выращивали клубнику и траву на сено для домашнего скота.
После Великой Отечественной войны особняк, вместе с соседними, стали правительственными дачами с закрытой территорией. Впоследствии здание разобрали, а на его месте построили новое — «Госдача № 7», в которой отдыхал Л. И. Брежнев, до того, как стал генсеком, затем председатель КГБ Ю. В. Андропов. Территория парка многие десятилетия закрыта для посещения.